# Óscar Torres Martínez
Óscar José Torres Martinez (Caracas, 18 dicembre 1976) è un ex cestista venezuelano.

## Carriera
In Italia ha giocato come ala piccola o guardia tiratrice a Napoli, alla Fortitudo Bologna e a Udine. Tra le varie parentesi della sua carriera ha all'attivo anche una militanza in NBA, avendovi giocato con gli Houston Rockets e i Golden State Warriors.

## Palmarès
- Campionato russo: 1

CSKA Mosca: 2006-2007
- Coppa di Russia: 1

CSKA Mosca: 2006-2007